# Archeocrypticidae
Archaeocrypticidae (лат.) — семейство насекомых отряда жесткокрылых.
Синоним:
- Archeocrypticidae Kaszab, 1964

## Описание
Жуки длиной от 1,5 до 3,8 мм.